# 吉川浩民
吉川 浩民（よしかわ ひろみ、1964年8月15日 - ）は、前日本の自治・総務官僚。内閣官房内閣審議官。群馬県副知事。

## 来歴
新潟県柏崎市（旧刈羽郡高柳町）出身。新潟県立柏崎高等学校を経て東京大学法学部卒業。東大法学部在学中に国家公務員一種試験（法律）に合格。1988年 自治省入省。税務局市町村税課。2005年4月 総務省自治行政局行政課行政企画官。2012年10月 群馬県副知事。2015年7月 総務省自治行政局公務員部福利課長。2016年6月17日 総務省自治財政局地方債課長。2017年7月11日 総務省自治行政局行政課長。2018年7月27日 総務省大臣官房審議官（地方行政、個人番号制度、地方公務員制度、選挙担当）。2019年7月 地方公共団体金融機構理事。2021年7月1日 総務省自治行政局長。2024年7月5日、退任。11月1日、みずほ銀行へ再就職〈顧問〉。

## 略歴
- 1988年4月：自治省入省。税務局市町村税課[5]。
- 1988年7月：静岡県総務部財政課。
- 1989年4月：静岡県総務部市町村課。
- 1990年4月：自治省大臣官房総務課。
- 1991年9月：自治省財政局地方債課。
- 1993年4月：石川県総務部税務課長。
- 1994年4月：石川県総務部地方課長。
- 1995年4月：石川県総務部財政課長。
- 1997年4月：総務庁人事局参事官補佐。
- 1998年10月：矢島町助役。
- 2000年10月：自治大学校教授。
- 2001年1月6日：総務省大臣官房総務課長補佐。
- 2002年7月：総務省自治行政局行政課長補佐。
- 2003年4月：総務省自治行政局行政課理事官。
- 2005年4月：総務省自治行政局行政課行政企画官。
- 2005年8月：佐賀県経営支援本部長。
- 2006年4月：佐賀県農林水産商工本部長。
- 2007年4月：佐賀県統括本部長。
- 2008年7月：総務省自治行政局合併推進課行政体制整備室長。
- 2010年4月：総務省自治行政局市町村課行政経営支援室長。
- 2010年7月：総務省大臣官房付 兼 内閣府地域主権戦略室参事官。
- 2012年10月：群馬県副知事。
- 2015年7月：総務省自治行政局公務員部福利課長。
- 2016年6月17日：総務省自治財政局地方債課長。
- 2017年7月11日：総務省自治行政局行政課長。
- 2018年7月27日：総務省大臣官房審議官（地方行政、個人番号制度、地方公務員制度、選挙担当）。
- 2019年7月：地方公共団体金融機構理事。
- 2021年7月1日：総務省自治行政局長。
- 2023年7月7日：内閣官房内閣審議官（内閣官房副長官補付）兼デジタル田園都市国家構想実現会議事務局長[7]。
- 2024年7月5日、退任
  - 11月1日、みずほ銀行へ再就職〈顧問〉。